# Abitigarra
Abitigarra är en bergstopp i Spanien.   Den ligger i provinsen Araba / Álava och regionen Baskien, i den norra delen av landet, 280 km norr om huvudstaden Madrid. Toppen på Abitigarra är 1 141 meter över havet.
Terrängen runt Abitigarra är huvudsakligen kuperad, men åt nordost är den platt. Runt Abitigarra är det glesbefolkat, med 10 invånare per kvadratkilometer. Närmaste större samhälle är Agurain / Salvatierra, 10,5 km norr om Abitigarra. Trakten runt Abitigarra består till största delen av jordbruksmark.